# بيت شذان (الطويلة)

تعديل مصدري - تعديل

بيت شذان هي إحدى قرى عزلة بني الخياط بمديرية الطويلة التابعة لمحافظة المحويت، بلغ تعداد سكانها 612 نسمة حسب تعداد اليمن لعام 2004.